# Charles Thomson Rees Wilson
Charles Thomson Rees Wilson(14.2.1869 – 15.11.1959) là nhà vật lý và nhà khí tượng học người Scotland đã đoạt giải Nobel Vật lý năm 1927 cho việc phát minh buồng bọt.

## Cuộc đời và Sự nghiệp
Wilson sinh tại giáo xứ Glencorse, Midlothian, là con của John Wilson và Annie Clerk Harper. Sau khi cha ông qua đời năm 1873, gia đình ông dọn về Manchester. Ông học sinh học ở Owen's College,với ý định sẽ trở thành thầy thuốc. Sau đó ông vào học ở Sidney Sussex College, Cambridge và chuyển sang học Vật lý học cùng Hóa học.
Về sau, Wilson quan tâm đặc biệt tới Khí tượng học, nên năm 1893 ông bắt đầu nghiên cứu các đám mây và những đặc tính của chúng. Ông đã làm việc một thời gian ở đài thiên văn trên núi Ben Nevis, nơi ông quan sát sự hình thành đám mây. Sau đó ông tìm cách tái tạo hiệu ứng này trên một quy mô nhỏ hơn trong phòng thí nghiệm ở Cambridge, bằng cách làm cho không khí ẩm ướt giãn nở ra trong một container khép kín. Sau đó ông thí nghiệm cách tạo ra các vệt mây trong container bởi các ion và bức xạ. Ông đã được trao giải Nobel Vật lý năm 1927 cho phát minh cloud chamber này.

## Đời tư
Wilson kết hôn với Jessie Fraser năm 1908. Họ có bốn người con. Ông từ trần ngày 15.11.1959 ở gần Edinburgh.

## Giải thưởng và Vinh dự
- Hội viên Hội hoàng gia Luân Đôn năm 1900
- Huy chương Hughes năm 1911
- Giải Hopkins, Hội Triết học Cambridge, năm 1920
- Giải Gunning, Hội hoàng gia Edinburgh, 1921
- Royal Medal của Hội hoàng gia Luân Đôn, năm 1922
- Huy chương Howard N. Potts năm 1925
- Giải Nobel Vật lý năm 1927
- Huy chương Franklin năm 1929
- Huy chương Copley năm 1935.
- Hố Wilson trên Mặt trăng được đặt theo tên ông chung với Alexander Wilson và Ralph Elmer Wilson.
- Đám mây Wilson, đám mây dày đặc hình thành khi xảy ra một vụ nổ lớn (ví dụ vụ nổ vũ khí hạt nhân) được đặt theo tên ông.
- Hội Wilson, một hội của các nhà khoa học tự nhiên ở Sidney Sussex College, được đặt theo tên ông.
- Hồ sơ lưu trữ cá nhân của Charles Thomson Rees Wilson được  Archives of the University of Glasgow (GUAS) bảo quản